# 7402

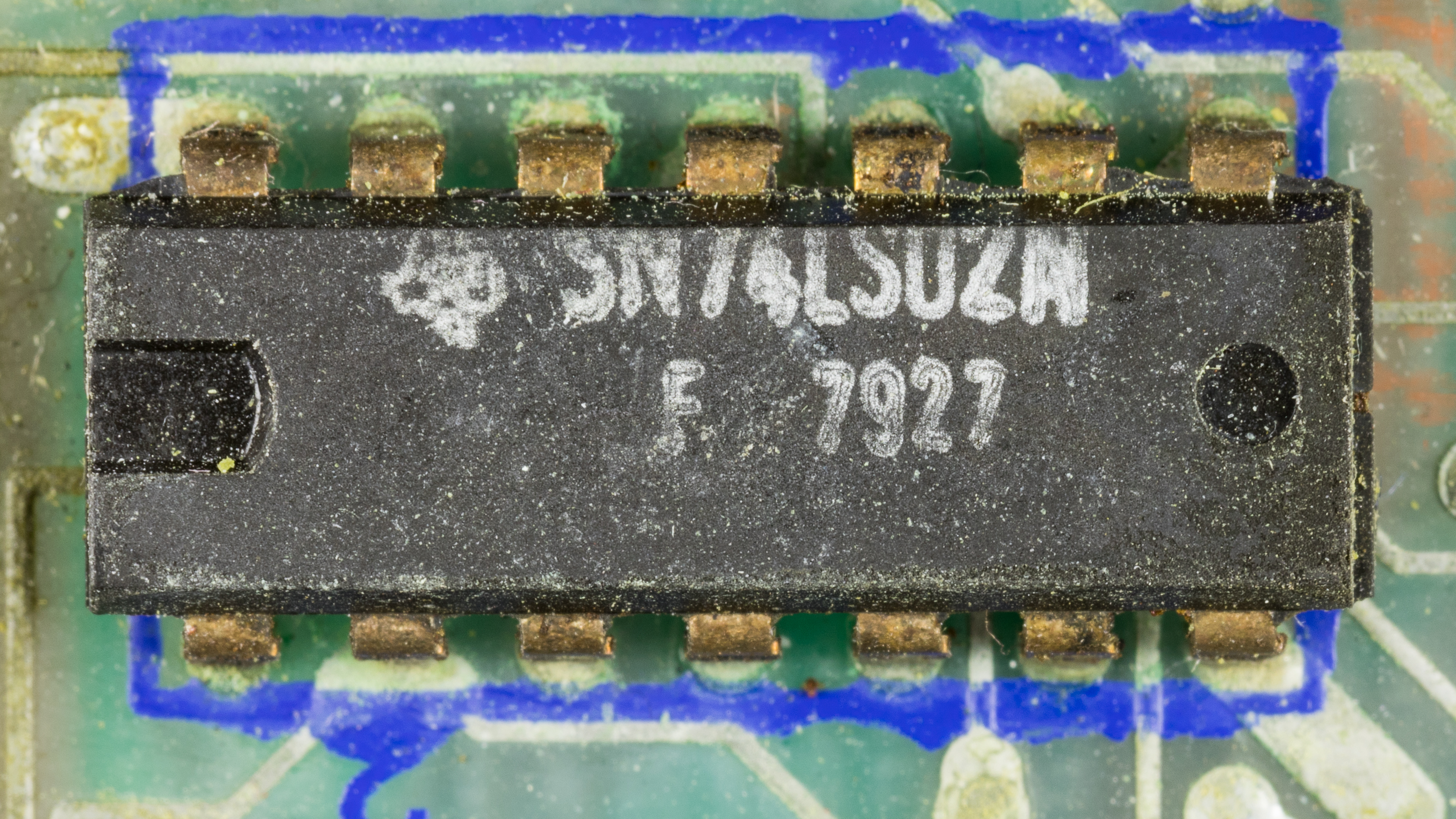
Texas Instruments SN74LS02N in einem 14-Pin-Dual-in-line-Gehäuse,
hergestellt 1979, Woche 27.

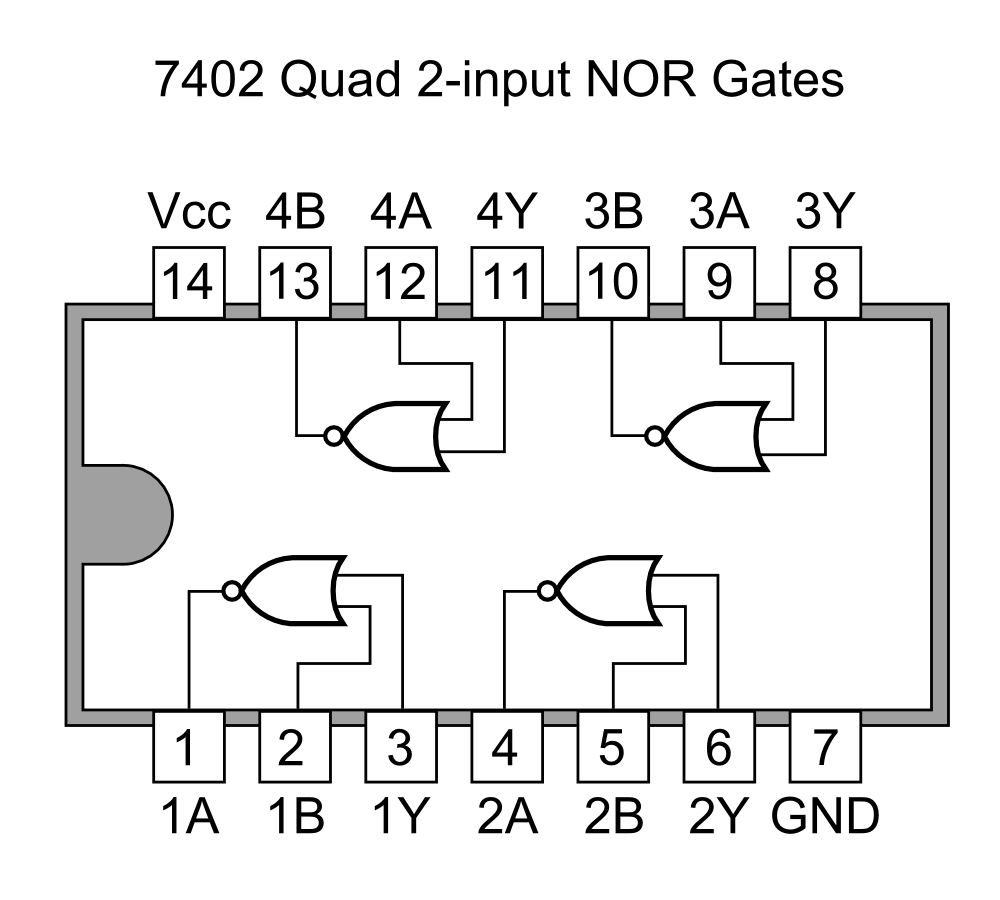
Pinbelegung

Die eines 74LS02

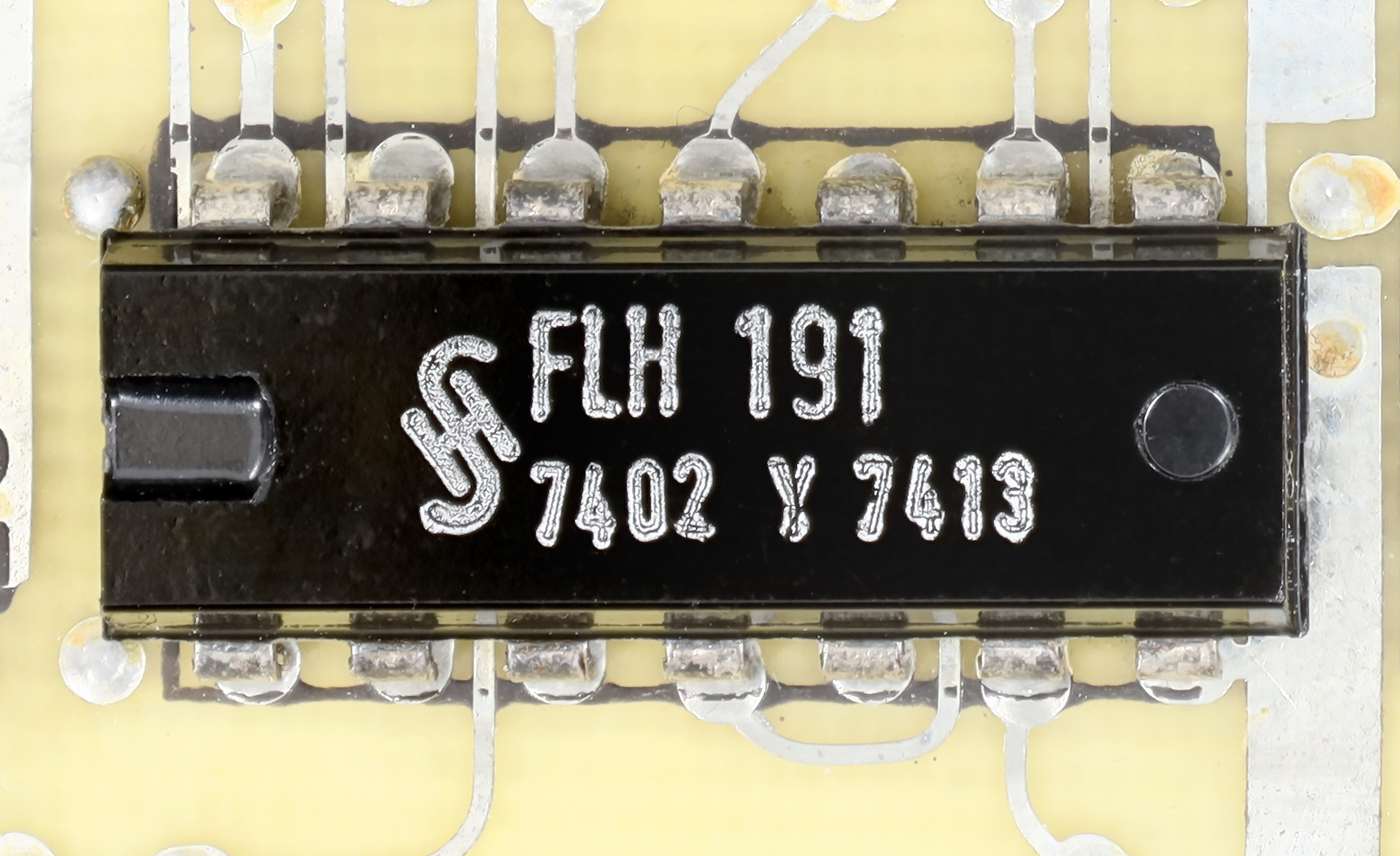
7402 von Siemens (mit der Pro-Electron-Bezeichnung FLH 191)

Der 7402 ist ein integrierter Schaltkreis (IC) und gehört zu den ersten Vertretern einer Familie von Logikbausteinen der 74xx-Serie von Texas Instruments. Er enthält 4 NOR-Gatter mit jeweils 2 Eingängen. Hergestellt und geliefert wird er in einem 14-Pin-Dual-in-line-Gehäuse. Die Betriebsspannung beträgt 5 Volt (min. 4,75, max. 5,25).

## Varianten
Der 7425 enthält 2 NOR-Gatter mit jeweils 4 Eingängen, der 7427 enthält 3 NOR-Gatter mit jeweils 3 Eingängen.
In Deutschland wurde der 7402 von Siemens mit der Pro-Electron-Bezeichnung FLH 191 gefertigt.